# 斯塔羅濟尼夫
50°58′47″N 34°04′45″E / 50.97972°N 34.07917°E
斯塔羅濟尼夫（烏克蘭語：Старозінів）是位於烏克蘭東北部的舊村莊，曾由部蘇梅州的比洛皮利亞區負責管轄，並於2007年被註銷。該村處於博布里克河左岸，距離比爾基夫卡1公里。